# Галилео (космически апарат)
Вижте пояснителната страница за други значения на Галилео.
Галилео е автоматичен космически апарат, изпратен по програма на НАСА за изследване на Юпитер. Апаратът носи името на астронома Галилео Галилей. Изстрелян е на 18 октомври 1989 г. на борда на космическата совалка Атлантис, като е стартиран към Юпитер от околоземна орбита. Апаратът влиза в орбита около планетата на 7 декември 1995 г.
Галилео се сближава за пръв път с астероид, открива първия астероиден спътник, първи влиза в орбита около Юпитер и спуска първата сонда в атмосферата на планетата.
На 21 септември 2003 г., след 14 години в космоса и 8 години на орбита около Юпитер, апаратът е спуснат в атмосферата на планетата със скорост от около 50 km/s с цел предотвратяване на сблъсък с някой от спътниците на Юпитер и евентуално пренасяне на бактерии и микроорганизми със земен произход на повърхността му. Значително влияние върху решението оказва откритият с помощта на Галилео океан от течна вода под повърхността на Европа.

## Общи сведения за мисията
Стартът на „Галилео“ е забавен значително поради катастрофата със совалката Чалънджър през 1986 г. Апаратът е конструиран по начин, позволяващ стартиране единствено от космическа совалка. Новите изисквания за безопасност, наложени след катастрофата, налагат използването на по-маломощен ракетен ускорител, който на практика не позволява осъществяването на пътуването по предварително планираната траектория към Юпитер. Мисията е спасена от двама от инженерите на апарата, който предлага нова траектория с няколко гравитационни подпомагания (един път от Венера и два пъти от Земята) с цел достигане на достатъчна скорост за осъществяване на посещение на Юпитер. По пътя си към планетата Галилео посещава астероидите 951 Гаспра на 29 октомври 1991 г. и 243 Ида на 28 август, 1993 г., като открива първия астероиден спътник – Дактил (спътник на Ида) на 17 февруари 1994 г. През 1994 г. апаратът наблюдава директно сблъсъка на кометата Шумейкър-Леви 9 с Юпитер за разлика от наземните телескопи, за които се налага изчакване до завъртане на мястото на сблъсъка на повърхността на Юпитер в посока към Земята.
Основната мисия на Галилео се състои в двугодишно изследване на системата на Юпитер. Апаратът се установява на силно елиптична орбита около планетата с орбитален период от около 2 месеца. Променливото разстояние до Юпитер позволява изследване на различни части от неговата магнитосфера. Изследвани са и големите спътници на планетата.
След завършване на основната мисия са извършени множество близки подходи към Европа и Йо, най-близкият от които само на 180 km. Значителната радиация в близост до Йо води до повреждане на камерите на апарата, които са деактивирани на 17 януари 2002 г. Магнитната лента, записваща данни от другите бордови уреди също е повредена, но наземният контрол успява да възстанови част от нея – успех, позволил предаване на данни до самото спускане на апарата в Юпитеровата атмосфера през 2003 г.

## Устройство на апарата
Апаратът е построен и управляван от JPL. Бордните двигатели са построени в Германия, а спускаемият модул – от изследоватеския център Еймс на НАСА, САЩ.
Стартовата маса на апарата е 2700 kg, а височината му е 7 m. Една от секциите на апарата се върти със скорост 3 оборота/min, с цел стабилизация на апарата и помества шестте инструмента, събиращи данни от различни направления. Друга част от апарата помества камерите и четирите останали инструмента, изискващи прецизно насочване. Насочването на апарата се осъществява от системата за маневриране.
За изпълнение на многобройните задачи по събиране, интерпретация и изпращане на данни към Земята, както и за поддържане на нормалното функциониране на апарата от наземния контрол са използвани 650 000 реда програмен код за изчисление на траекторията на апарата, 1 615 000 реда за анализа на телеметрията и 550 000 за навигация. В допълнение са използвани други, значително по-малки програми, работещи на борда на Галилео.
Космическият апарат е контролиран от микропроцесор RCA 1802 изготвен върху сапфир. Микропроцесорът е специално изпълнение с подсилена устойчивост на радиация и електромагнитни смущения. Системата за маневриране е написана на езика HAL/S, използван и в софтуера на космическата совалка. Процесорът е идентичен на тези, използвани в мисиите Вояджър и Викинг.

### Оборудване
Част от бордното оборудване, включващо инструменти предназначени за измерване на различни видове полета и регистриране на частици, заедно с главната и второстепенна радиоантени, генератор на електрическа енергия, двигателна и насочваща система, компютърни и електронни системи, е монтирано на въртяща се платформа.
Налични са също и магнитометър, монтиран на 11-метрова стрела с цел изолиране от магнитните смущения на бордната електроника, плазмен инструмент, регистриращ нискоенергийни частици, и плазмено-вълнов инструмент, регистриращ вълните породени от тези частици, инструмент за регистриране на високоенергийни частици и детектор на космически прах.
Оборудването включва и уред, регистриращ тежки йони с цел установяване наличието на потенциално опасни полета около апарата, заедно с късовълнов ултавиолетов детектор, допълнен с ултравиолетов спектрометър на платформата с инструментите. На невъртящата се част от апарата са монтирани камерите, инфрачервения спектрометър, предназначен за заснемане на атмосферни и спътникови повърхности с цел установяване на химическия им състав, ултравиолетов спектрометър с цел изучаване на газове и фотополяриметър-радиометър с цел измерване на отразената енергия. Камерата предлага от 20 до 1000 пъти по-висока разделителна способност от тази на апаратите Вояджър поради факта, че CCD-камерата на Галилео е по-чувствителна и с по-широк честотен диапазон, както и защото апарата подхожда значително по-близко до Юпитер и спътниците му.

### Детайлни сведения за оборудването
Следната информация е достъпна на страницата на НАСА за Галилео  Архив на оригинала от 2005-09-12 в Wayback Machine..

#### Заснимаща система
Заснимащата система представлява матрица от 800 на 800 силициеви сензора, съставляващи CCD-камера. Оптичната част на камерата е изпълнена като рефлекторен телескоп система Касегрен. Светлината се отразява от главното огледало и се фокусира към по-малко огледало, което я насочва към CCD-камерата. Тя е защитена от радиацията, характерна за Юпитеровата система посредством слой от тантал, дебел 10 mm, обграждащ я от всички страни, оставяйки единствено малко отверстие за светлината.
На управляем диск пред камерата са монтирани 8 различни филтъра, пропускащи различни дължини на вълната. Цветни снимки могат да бъдат получени на Земята след комбиниране на няколко монохроматични снимки от апарата, направени при различни честоти. Камерата е чувствителна в диапазона 0,4 – 1,1 микрометра. Теглото ѝ е 29,7 kg и средната комсумация на мощност – 15 W.

#### Инфрачервен спектрометър
Инфрачервеният спектрометър е чувствителен към вълни с дължина от 0,7 до 5,2 микрометра, застъпвайки част от диапазона на камерите. Телескопът на спектрометъра е изцяло отражателен (само огледала, без лещи), и има апертура от 229 mm. Спектрометърът използва дифракционна решетка за разлагане на потока светлина от телескопа на съставния му спектър. Спектърът е фокусиран върху детектори от индиев антимонид и силиций. Теглото на спектрографа е 18 kg при 12 W средна консумирана мощност.

#### Ултравиолетов спектрометър
Ултравиолетовият спектрометър използва рефлекторен телескоп тип „Касегрен“ с апертура от 250 mm. Използва се дифракционна решетка за разлагане на светлината на спектралните ѝ компоненти. Ултравиолетовата част от спектъра след преминаване през процеп попада във фотоелектронен умножител. Спектрометърът е монтиран на подвижната секция и може да бъде насочен в произволна посока. При въртенето на апарата инструментът може да наблюдава част от пространството, близко до равнината, перпендикулярна на оста на въртене. Двете части на инструмента (за близката и за вакуумната ултравиолетова област) тежат общо 9,7 kg и се нуждаят средно от 5,9 вата мощност. 

#### Фотополяриметър-радиометър
Този инструмент има седем радиометрични обхвата. Един от тях не използва филтри, а регистрира цялостната радиация – слънчева и термална. С помощта на филтър за слънчева радиация се наблюдава слънчевата, а при цифровото ѝ изваждане от стойността за цялостната радиация – и термалната радиация. Могат да бъдат проведени измервания в пет широколентови канала покриващи диапазона от 17 до 110 микрометра. Радиометърът отчита температурата на спътниците и атмосферата на Юпитер. Инструментът е подобен на изпратения до Венера в апарата Пионер-Венера. Апертурата на рефракторния телескоп е 100 mm, като лъчението се насочва към поредица от филтри и детектори. Теглото на инструмента е 5 kg, а средната консумация на мощност – 5 W.

#### Детектор на космически прах
Системата за регистриране на прах се използва за измерване на масата, електрическият заряд и скоростта на частиците в междупланетното пространство. Уредът отчита частици с маса от 10-16 до 10-7 грама, скорости от 1 до 70 km/s и честота, варираща от 1 частица на 115 дни (10-7 частици/s) до 100 частици на секунда. Целта на изследването е изучаване на произхода и динамиката на магнитосферата на Юпитер. Теглото на уреда е 4,2 kg, а използваната мощност – 5,4 W. ,  Архив на оригинала от 2007-02-10 в Wayback Machine.

#### Детектор на високоенергийни частици
Детекторът на високоенергийни частици се използва за отчитане на броя и енергията на йони и електрони с енергии, превишаващи 20 keV. Отчита се посоката на движение на частиците, а в случай на йони – и техния строеж. Уредът използва твърд силициев детектор и брояч, позволяващ наблюдение на честотата на енергийни частици около Юпитер като зависимост от положението на апарата. Целта на наблюдението е изучаване на енергията и траекторията на частиците в магнитосферата на планетата. Теглото на уреда е 10,5 kg, при използвани 10,1 W мощност.

#### Брояч на тежки йони
Броячът на тежки йони е подобрена версия на използваната при Вояджър система за изучаване на космични лъчи. Системата регистрира тежки йони с енергии от 6 до 200 MeV, използвайки слоеве от монокристален силиций. Възможно е регистрирането на йони с маса между тази на въглерода и никела. Броячът на тежки йони и ултравиолетовият спектрометър имат общ комуникационен канал, който позволява само на един от апаратите да е активен в даден момент. Теглото на уреда е 8 kg, а използваната мощност – 2,8 W. ,  Архив на оригинала от 2005-12-02 в Wayback Machine.

#### Магнитометър
Магнитометърът използва два комплекта от три сензора за измерване на магнитното поле в близост до апарата. И двата комплекта се намират на дългата 11 метра стрела, като единият е разположен на самия ѝ край (на 11 метра от оста на въртене на апарата) и се ползва за измерване на сравнително слаби полета (от ±32 до ±512 nT), а другият – на 6,7 метра от оста на въртене и измерва силни полета (от ±512 до ±16 384 nT). За сравнение силата на магнитното поле на повърхността на Земята е около 50 000 nT. С изнасянето на сензорите на разстояние от основната апаратура се цели ограничаване на смущенията, породени от магнитните полета, създавани от електрониката. В допълнение въртенето на апарата около оста си се използва за разграничаване на външните полета от тези, породени от апарата. Тъй като дългата стрела е подложена на периодични деформации, се налага калибриране на уреда чрез специална бобина, монтирана стабилно върху основната част на апарата. Уредът тежи 7 kg и използва 3,9 W мощност.

#### Плазмена система
Плазмената система използва седем обхвата под различен ъгъл спрямо оста на апарата (от 0 до 180 градуса), с помощта на които се регистрират енергията и масата на заредените частици в околността на апарата. Обхвата на уреда е от 0,9 до 53 keV. Теглото на уреда е 13,2 kg, а използваната мощност – 10,7 W. 

#### Плазмено-вълнова система
Електрическа диполна антена, монтирана на върха на стрелата, се използва за изучаване на електическите полета на плазмата в околността на Юпитер, докато магнитните полета се регистрират от две бобини, монтирани в центъра на главната антена. Едновременни измервания на спектрите на електрическите и магнитни полета се ползват за разграничаване на електростатичните от електромагнитни полета. Теглото на уреда е 7,1 kg, и използваната мощност – 9,8 W. , 

## Атмосферна сонда
Атмосферната сонда има тегло от 320 kg и диаметър от 1,3 m. Защитена е от топлинен щит, предпазващ електрониката и различните инструменти на борда от атмосферата на Юпитер. Сондата се отделя от основния апарат през юли 1995 г. (пет месеца преди той да влезе в орбита около планета) и навлиза в нейната атмосфера със скорост от 47,8 km/s. За по-малко от 2 минути скоростта е намалена до подзвукова (около 330 m/s).
Впоследствие е активиран 2,5 метровия парашут и е освободен топлинния щит. По време на 58-минутното спускане през атмосферата на Юпитер на дълбочина до 150 km са събрани и предадени към основния апарат данни за условията в различните атмосферни слоеве. Комуникацията с основния апарат се осъществява от 2 предавателя в L-обхвата със скорост от 128 бита/секунда.
Сондата се захранва от батерия, използваща литиев сулфат (LiSO2), с капацитет от 21 ампер-часа и мощност от 580 W. На борда се намират 6 инструмента:
1. инструменти за измерване на температурата и налягането на атмосферата и забавянето на апарата по време на спускането.
2. мас-спектрометър и интерферометър регистриращ концентрацията на хелий.
3. нефелометър за регистриране на наличието на облаци и изграждащите ги частици.
4. радиометър с цел измерване на разликата между потока на енергия от и към ядрото на планетата.
5. уред, измерващ радиационни емисии, регистриращ светкавици в атмосферата, комбиниран с детектор на високоенергийни частици от радиационните пояси.

Общото количество събрани данни от сондата е 3,5 мегабита. Сондата прекъсва връзка с апарата преди да изчезне зад хоризонта, като за най-вероятна причина за очакваната повреда се сочи прегряване вследствие на повишаващата се с дълбочината температура на атмосферата. Данните сочат че атмосферата на Юпитер е по-турбулентна и по-гореща от очакваното.

## Научни експерименти на орбиталния модул
Основният (орбитален) модул на апарата влиза на орбита около Юпитер на 7 декември 1995 г. и в продължение на 8-годишната си мисия извършва 35 обиколки около планетата. Мисията приключва на 21 септември 2003 г., след като наземният контрол подава команда за спускане на апарата в атмосферата на Юпитер с цел избягване на евентуален сблъсък с някой от спътниците на планетата и пренасянето на земни микроорганизми на повърхността им.

## Експерименти несвързани с Юпитер

### „Откриване“ на живот на Земята
Карл Сейгън предлага експеримент с цел установяване на доказателства за наличието на живот на Земята от орбита. Той предлага комплект от уреди и експерименти и за тази цел те са монтирани на апарата и активирани по време на първото му сближаване със Земята през декември 1990 г.
След събирането на данните от експериментите, Карл Сейгън публикува резултатите през 1993. Впоследствие наречените на името на учения „Критерии на Сейгън за наличието на живот“, наблюдавани от Галилео сочат:
- силно поглъщане на светлина в червения край на видимия диапазон (особено над континентите), дължащо се на хлорофила във фотосинтезиращите растения.
- наличие на молекулярен кислород, продукт на биологичната активност на растенията.
- наличие на приблизително 1 микромол метан в земната атмосфера – нестабилен газ, който е поддържан от вулканична и биологична активност.
- наличие на тяснообхватни модулирани радиовълни (телевизионни, радио, сателитни).

Експериментите на Галилео представляват първите контролни резултати във връзка с астробиологически наблюдения.

### Оптичен експеримент
През месец декември 1992 г. по време на второто сближаване със Земята беше осъществен оригинален и малко известен експеримент с цел изпробване на оптичните комуникации с апарата. В посока към апарата от две наземни установки е изпратен модулиран лазерен лъч, който е заснет от камерите на апарата. Една от установките се намира на обсерваторията Тейбъл Маунтин в Калифорния, САЩ, а другата в комплекса Старфайър в Ню Мексико, САЩ.
Установката в Тейбъл Маунтин използва YAG:Nd лазер (итриево-алуминиев гранат, легиран с неодим), с дължина на вълната от 532 nm, честота на импулсите от 15 до 30 Hz и импулсна мощност от порядъка на десетки мегавати, монтиран върху рефракторен телескоп тип „Касегрен“ (0,6 м диаметър), насочващ лъчите към Галилео.
Установката в комплекса Старфайър използва по-голям телескоп, с диаметър от 1,5 m. При снимки с дълга експозиция (от 0,1 до 0,8 s), направени с филтър за дължина на вълната от 560 nm, от Галилео се вижда Земята с пулсиращия лазерен лъч на разстояние от 6 000 000 km. Поради ограниченията върху лазерните излъчвания, наложени от министерството на отбраната на САЩ, както и ограничения във възможностите на апарата, лазерните лъчи са регистрирани само на 48 от общо 159-те снимки, заснети от Галилео. Въпреки това експериментът се счита за успешен и към 2005 г. се разработва космически апарат, който ще влезе в орбита около Марс и ще може да изпраща данни към Земята посредством лазер. 

### Посещения на астероиди

#### Първо посещение на астероид:951 Гаспра
На 29 октомври 1991 г., два месеца след навлизане в астероидния пояс, Галилео се сближава на 1600 km с астероида 951 Гаспра, с относителна скорост от 8 km/s. Заснети са няколко снимки и е проучен химичния състав и строежа на астероида. За астероида е установено, че има неправилна форма с размери приблизително 19 на 12 на 11 km.

#### Второ посещение на астероид:243 ИдаиДактил
На 28 август 1993 г. апаратът се сближава на 2400 km с 243 Ида. При посещението е открит първият астероиден спътник – Дактил, който има диаметър от 1,4 km и е на орбита около Ида. Осъществен е спектрален анализ на спътника и е установено, че Дактил има различен състав от Ида – подтип SII астероид.

## Повреди

### Повреда на главната антена
По неизвестни причини главната антена на Галилео не се разтваря напълно по план след първото сближаване със Земята. Едно от предположенията за тази повреда е значителното време, което апаратът прекарва в складовете на НАСА след като катастрофата на Чалънджър отлага стартирането му. Счита се че част от смазката на ребрата поддържащи главната антена се изпарява, като това прави тяхното правилно разтваряне невъзможно.
Направени са многобройни опити за нейното разтваряне като периодичното ѝ излагане на слънчева светлина и сянка, завъртане на апарата около оста му със скорост от 10,5 оборота/min, както и периодично включване и изключване на моторите управляващи ребрата на антената, но без успех.
Вместо основната антена (с насочено предаване) способна на предаване на данни със скорост от 134 килобита/s за комуникации се използва вторичната антена (предаваща изотропен сигнал), предназначена за предаване на данни със скорост 8 – 16 бита/с. Вторичната антена предава с мощност от 15 до 20 W, от които една 70 метрова наземна радио антена е способна да улови около 10 × 10−21 W.  Чрез използването на няколко наземни радиоантени с подобрена чувствителност и използването на компресия на данни, е осъществена максимална скорост на предаване на данни от апарата към Земята от около 160 бита/s.
Данните, събрани от апарата, се запазват на бордова магнитна лента, като впоследствие биват предадени обратно към Земята по време на апогея на апарата. По същото време биват провеждани и изследвания на магнитосферата на планетата.
Използването на вторичната антена ограничава общото количество данни предадени от апарата до 30 гигабайта, в това число около 14 000 снимки.

### Проблеми с магнитната лента
Магнитната лента за запис на данни на борда на апарата е с капацитет от 109 мегабайта. След възникналите проблеми с основната антена, използването ѝ става критично за осъществяването на целите на мисията.
През октомври 1995 г., преди апарата да влезе в орбита около Юпитер, след като бива записано изображение на Юпитер, лентата се пренавива, но управляващите я мотори не се изключват. Минават 15 часа преди наземния контрол да установи проблема и изпрати команди за спиране на пренавиването. Лентата и записващото устройство функционират нормално, но е взето решение за неизползване на края на лентата поради опасения, че тя може да се скъса. Поради намаления капацитет на лентата, по-голямата част от планираните наблюдения на Йо и Европа по време на влизането в орбита около Юпитер не са извършени, за сметка на запис на данни от атмосферната сонда.
През ноември 2002 г. след единственото планирано посещение на Амалтея, възникват нови проблеми с възпроизвеждането на данни от магнитната лента. Около 10 минути след максималното сближаване на апарата с Амалтея, Галилео престава да събира данни и се изключва, поради високата интензивност на радиацията в тази част от пространството около Юпитер. Въпреки че по-голямата част от наблюденията за записани на лентата, устройството за възпроизвеждане не изпълнява команди на наземния контрол. След внимателен анализ  Архив на оригинала от 2006-11-08 в Wayback Machine. на проблема използвайки копие на устройството на Земята е установено че проблема се дължи на намалена светимост на един от контролните светодиоди на мотора на устройството.  Архив на оригинала от 2006-11-08 в Wayback Machine. Поради интензивната протонна радиация в кристалната решетка на светодиода възникват дефекти. С цел отстраняване на тези дефекти наземният контрол започва поредица от сесии, включващи подаване на напрежение към светодиода и последващо го загряване, като се счита че това ще доведе до възстановяване на първоначалната му кристална структура. След около 100 часа от нагряване и възпроизвеждане на данни, устройството може да работи в продължение на около един час, преди да прегрее. След множество цикли на възпроизвеждане и охлаждане записаните данни за Амалтея са успешно предадени.

### Проблеми с парашута на атмосферната сонда
Първият парашут на атмосферната сонда се задейства около минута по-късно от планираното, като довежда до изгубване на малко количество данни за атмосферата. Впоследствие е установено че проблемът се е дължал на електрическите кабели задействащи парашута и че той всъщност се е задействал по-скоро по случайност.

## Бъдещи изследвания на Юпитер
След завършване на мисията и в атмосфера на въодушевление от направените открития, НАСА предлага бъдеща мисия до Юпитер – JIMO (съкратено на английски от „посетител на ледените спътници на Юпитер“) в начална фаза на планиране с дата на изстрелване от 2017 г. Впоследствие обаче бюджетът за мисията е съкратен и НАСА планира друг апарат – JUNO с цел изследване на атмосферата и магнитното поле на Юпитер. Други мисии като Нови хоризонти ще проведат изследвания на Юпитер по пътя си към външните части на Слънчевата система.